# Cárcel de Belén
La cárcel de Belén, cuyo nombre oficial fue Cárcel Nacional, fue una prisión de la Ciudad de México que existió de 1862 a 1933. En el sitio que ocupaba se ubica el Centro Escolar Revolución.

## Historia

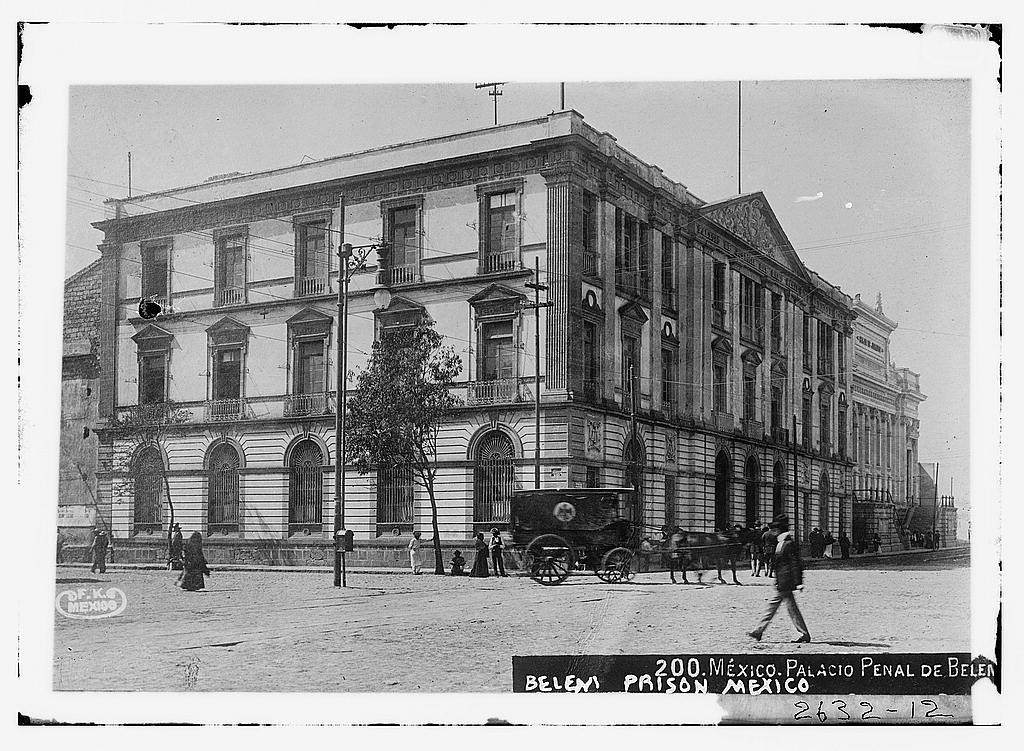
Edificios del Palacio de Justicia del Ramo Penal y Salón de Juzgados, ca. 1910

Luego de las Leyes de Reforma en 1862, la cárcel ocupó el edificio del Colegio de San Miguel de Belem o de San Miguel de las Mochas, una institución educativa y de asistencia que fue el primer conservatorio para mujeres de la Nueva España.  Tras la Segunda Intervención Francesa, el entonces presidente Benito Juárez ordenó clausurar el colegio y las alumnas que cursaban en el mismo fueron trasladas al Colegio de las Vizcaínas. Tras la instauración del Segundo Imperio Mexicano, Maximiliano I ordenó constituir un comité dedicado a supervisar las cárceles de México, entre las que se contaba la de Belén.
La realidad de la vida carcelaria tuvo condiciones deplorables. La adaptación del colegio a una cárcel trajo consigo múltiples problemas como la falta de estructuras adecuadas para las funciones carcelarias. Entre ellas, la poca separación entre internos de distintas peligrosidades así como controles específicos de acceso a las zonas de convivencia, las celdas y los juzgados. Al fin del Segundo Imperio la cárcel ya se encontraba sobrepoblada. Una de las quejas más constantes fue la de la calidad de la comida servida a los internos, los cuales recibían alimentos sin higiene, en desorden y sin utensilios adecuados. Tal hecho provocó dos motines de consideración. Igualmente, las condiciones sanitarias eran inexistentes y los contagios de enfermedades provocaban la muerte de los internos enfermos ante la carencia de instalaciones hospitalarias.
En 1876 se fugó de esta prisión, por primera vez de una cárcel mexicana, el afamado bandido Chucho el Roto. En 1886 pasó a ser Cárcel Municipal Dadas las necesidades de las actividades judiciales y procesales que hasta entonces se realizaban llevando a los internos fuera de la prisión, en los juzgados instalados en el Templo y Antiguo Convento de la Enseñanza, fueron construidos e inaugurados en 1900 edificios adyacentes a la cárcel como el Palacio de Justicia del Ramo Penal y un Salón de Juzgados.
Tras la inauguración del Palacio de Lecumberri como principal proyecto penitenciario del gobierno de Porfirio Díaz, la cárcel de Belén comenzó a situarse a un segundo plano. Las personas internas de esta cárcel fueron finalmente trasladados a Lecumberri. Fue demolida, al igual que el resto de edificios judiciales, en 1934 para dar paso al Centro Escolar Revolución. Los mensajes inaugurales de la nueva escuela por Abelardo L. Rodríguez daban cuenta de la conmutación del legado nefasto de la cárcel que ocupó el terreno por un proyecto de educación pública.